# Lazar Ranđelović
Lazar Ranđelović (in serbo Лазар Ранђеловић?; Leskovac, 5 agosto 1997) è un calciatore serbo, attaccante del Vojvodina.

## Palmarès

### Club

#### Competizioni nazionali
- Campionato greco: 2

Olympiakos: 2019-2020, 2020-2021
- Coppa di Grecia: 1

Olympiakos: 2019-2020